# Comté de Norman
Le Comté de Norman est situé dans l’État du Minnesota, aux États-Unis. Il comptait 7 442 habitants en 2000. Son siège est Ada.

## Villes
- Hendrum